# Еберхард I фон Констанц
Еберхард I фон Дилинген (на немски: Eberhard vpn Dillingen Bischof von Konstanz; † 2 декември 1046, Рим) от фамилията на графовете на Дилинген, е епископ на Констанц (1034 – 1046).

## Биография
Той е син на граф Ривин I фон Дилинген († сл. 973) и съпругата му Хилдегард († сл. 973). Внук е на граф Дитвалд фон Дилинген († 955).
Еберхард последва брат си Варман фон Констанц († 1034) като епископ на Констанц. Преди това той е в кралската дворцова капела на Конрад II и е тясно свързан с епископската църква във Вормс.
Като епископ Еберхард се грижи много за катедралната библиотека в Констанц. Крал Хайнрих III посещава по неговото време два пъти епископската му резиденция. Той придружава крал Хайнрих III в първия му поход в Италия през септември 1046 г. и участва в свиканите от него синоди.
Еберхард умира на 25 декември 1046 г. в Рим няколко часа преди императорската коронизация на Хайнрих III. Той е погребан в църквата „Св. Петър“ в Рим.